# The Bootleg of the Bootleg
The Bootleg of the Bootleg es el primer EP de la rapera estadounidense Jean Grae, lanzada el 7 de octubre de 2003 por Babygrande Records. Fue grabado en Building Block Studio, The Bar Upstairs y The BK FireHouse en la ciudad de Nueva York.

## Lista de canciones
1. "Hater's Anthem" – 5:13
2. "Take Me" – 3:36
3. "Swing Blades" (con Cannibal Ox) – 2:28
4. "My Crew" – 5:23
5. "Code Red" (con Block McCloud y Pumpkinhead) – 3:51
6. "Chapter One: Destiny" – 45:09